# Florimond Cornellie
Florimond Cornellie (Antuérpia, 1 de maio de 1894 — 1978) foi um velejador belga, campeão olímpico. Ele competiu nos Jogos Olímpicos de Verão de 1920 na classe 6 Metre e conquistou a medalha de ouro na disputa realizada segundo as regras de 1907 a bordo do Edelweiß com Émile Cornellie e Frédéric Bruynseels.